# Református templom (Furta)
A furtai református templom, neoromán stílusban épült a község nyugati részén, régi templomok helyén 1815 és 1827 között.

## Története

### Előzmények
Furta önálló református egyházáról legkorábban 1650-től vannak hitelt érdemlő feljegyzések.
Ekkor, egy kicsiny kőtemplom állott itt, amelynek építési ideje nem ismert. Középkori eredete csak valószínűsíthető, ugyanis a 17. század közepén már nem építettek kőtemplomokat. 1678 és 1720 között pestis pusztított, amely teljesen elnéptelenítette a falut, és a török hódoltság során a templom is romos állapotba került ugyan, de főbb szerkezetei szilárdan álltak.
„Falait az idő, az elhagyatottság negyvenkét éve alatt sem tudott rommá őrölni. Fedelét a vihar letépte, de boltozatja szilárdan áll… Mintha tudták volna  a szent falak, hogy rájok még szükség lészen…”
 Csernák Béla 
A furtai evangélikus református egyház 1720-ban kelt új életre. Az újratelepülő református lakók, helyreállították a régi templomot és 1727-ben egy kis fából készült haranglábat is felállítottak. Templomuk nem volt hatalmas pompás épület, de a gyülekezet igényeinek teljesen megfelelt. Ez a templom viszont idővel kicsinek bizonyult, így 1771 tavaszán hozzákezdtek a kibővítéséhez. Ennek emlékét őrzi a templom keleti bejárati oldalcsarnokának falában később elhelyezett emléktábla. A munkálatokat 1776-ban fejezték be. A harangláb helyett az 1787 és 1788-as évek folyamán, különálló kőtornyot is építettek, amelyet 1794-ben villám sújtott, de a templom sem volt ezután hosszú életű.

### Építése
A 19. század elején, egy teljesen új templom építését határozták el, melynek alapkövét 1815 októberében helyezték el. A templomépítés 1827-re rendkívüli nehézségek között fejeződött be. Tervét Stamma Márton derecskei kőműves készítette. Az építkezéshez használt százhúszezer téglát maguk a hívek vetették ki még 1806-ban. 1847-ben megújítják a fazsindelyből készült tetőt, 1854 karácsonyára pedig új harangot is öntettek.
Berendezését 1867-ben készítették. 1872-ben az észak-déli tengelyű templom déli homlokzata előtt, egy 37 méter magas neoromán stílusú tornyot építtetett a gyülekezet, miközben lebontották a régi tornyot. 
Orgonáját Frield Lipót építette 1891-ben.
1896-ban a templom két régi harangjának anyagának felhasználásával, három harangot öntettek. Nem sokkal az első világháború kitörése után, 1915 nyarán, a furtai református templom harangjait elvitték háborús célokra. Néhány évvel a háború befejezése után, a település életében évtizedekig meghatározó és népszerű személyiségének számító Juhász Sámuel református lelkész közbenjárására, a tehetősebb egyházi tagok segítségével sikerült új harangokat vásárolni.  A három harangot Szlezák László öntötte 1924-ben 594, 301 és 176 kg-os súlyokban Budapesten.
A következő évek során elkezdődött a templom külső- és belső tatarozása, melynek során kicserélték az 1891-ben készült orgonát. 1927-ben gömböt kapott a templom tornya, a szószékkel szemben pedig az első világháború során a hősi halált halt furtai református katonák emlékére avattak emléktáblát. A felújított templom ünnepélyes felszentelése 1928. június 24-én történt.
A második világháborút követő földreform során az egyház birtokát elvették, iskoláit államosították.
Az idő múlásával a templom állaga is megromlott. 1960-ban belső meszelést kapott, majd 1990. június 6-án kezdődött el a teljes felújítása, amely 1996-ban fejeződött be.
A református templom és egyház fejlődése nagymértékben a furtai lakosság áldozatkészségének és egyházukhoz való hűségüknek köszönhető, mivel a hívek önkéntes adományaikkal nagymértékben segítették az építkezést.

### Érdekesség
1849-ben a furtaiak régi kis harangjukat önként felajánlották a kormánynak, hogy ágyút öntessenek belőle a haza védelmére. A harangot azonban nem használták fel, ami az aradi várban maradt, s az ezt elfoglaló császáriak kezére jutott. 1850-ben kegyelmes leírás érkezett a furtaiakhoz, hogy ha harangjukat kényszerítésből adták át, a forradalmi kormánynak, folyamodjanak érte és visszakapják. Egy helyi presbiter viszont kijelentette:  „mi nem erőszakra, de önként adtuk oda a harangunkat, vesszen inkább a harangunk, csak maradjon meg a becsületünk,” és a harangot nem is kérvényezték. Öntettek helyébe egy nagyobb, négy mázsás harangot.